# Pekló Béla
Pekló Béla (Pest, 1868. február 19. – Zombor, 1960. szeptember 15.) magyar építész.

## Élete
Édesapja valószínűleg Pekló Jakab újvidéki vállalkozó volt. Középiskolai tanulmányait az Újvidéki Királyi Katolikus Főgimnáziumban kezdte, majd Budapesten és Münchenben folytatott tanulmányokat. Ezután Újvidékre költözött. Valószínűleg Vladimir Nikolictyal közösen dolgozott. 

## Ismert épületei
- 1906: Konzervgyár, Újvidék
- 1907: „Vasember-ház”, Újvidék
- 1908–1910: gimnázium, Újvidék
- kórház, Újvidék
- repülőtér, Újvidék (másokkal közösen)

Emellett több más épületet tervezett Újvidéken és Karlócán is.